# Lưỡi (bộ phận của vũ khí)

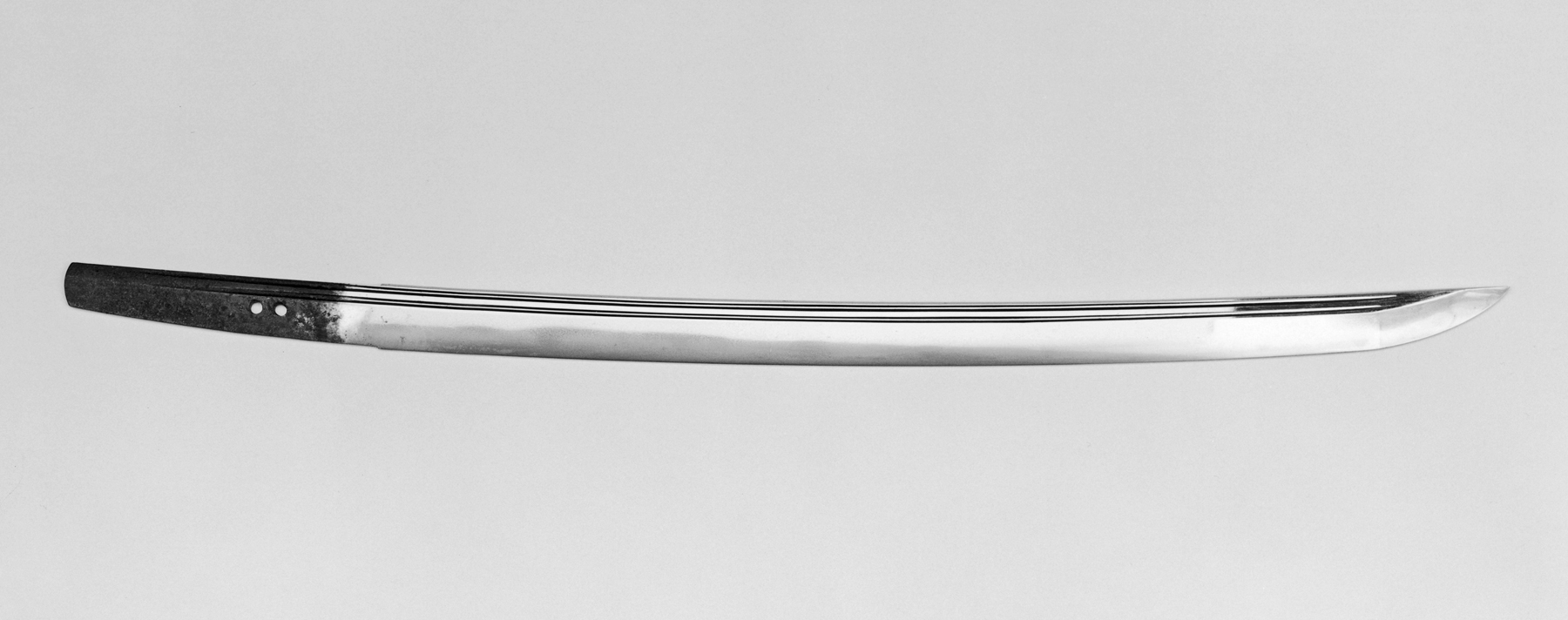
Lưỡi đao Nhật Bản

Lưỡi dao (tiếng Anh: blade), lưỡi kiếm, lưỡi đao hay Nhận (chữ Hán: 刃) là bộ phận lưỡi bén của vũ khí, được thiết kế đặc biệt để chém, chặt, cắt hoặc cạo các bề mặt hoặc vật liệu. Lưỡi thường được làm từ vật liệu cứng hơn vật liệu mà chúng dự định cắt. Điều này bao gồm các ví dụ ban đầu được làm từ đá bong tróc như đá lửa hoặc đá obsidian, phát triển qua các thời đại thành các dạng kim loại như đồng, đồng thau và sắt, và đỉnh cao là các phiên bản hiện đại được làm từ thép hoặc gốm sứ.
Đóng vai trò là một trong những công cụ lâu đời nhất của nhân loại, lưỡi dao tiếp tục có những ứng dụng rộng rãi, bao gồm cả trong chiến đấu, nấu ăn cũng như nhiều công việc chuyên biệt và hàng ngày khác. Lưỡi dao hoạt động bằng cách tập trung lực vào lưỡi cắt. Các biến thể thiết kế, chẳng hạn như các cạnh răng cưa được tìm thấy trên dao cắt bánh mì và cưa, nhằm tăng cường sự tập trung lực này, điều chỉnh lưỡi dao cho phù hợp với các chức năng và vật liệu cụ thể. Do đó, lưỡi dao giữ một vị trí quan trọng cả về mặt lịch sử lẫn xã hội đương đại, phản ánh sự phát triển trong công nghệ vật liệu và tiện ích.

## Công dụng
Trong quá trình chế biến thực phẩm, lưỡi dao chủ yếu được sử dụng để thái, băm và đâm.
Trong chiến đấu, một lưỡi dao có thể được sử dụng để chém hoặc đâm thủng, và cũng có thể ném hoặc đẩy đi. Chức năng của nó là cắt đứt các sợi thần kinh, cơ, gân hoặc mạch máu để vô hiệu hóa hoặc tiêu diệt kẻ thù. Cắt đứt một mạch máu lớn thường dẫn đến tử vong do mất máu.
Các lưỡi dao có thể được sử dụng để cạo, di chuyển lưỡi dao sang một bên trên một bề mặt, như trong một cục tẩy mực, thay vì dọc hoặc xuyên qua một bề mặt. Đối với các thiết bị xây dựng như máy san, dụng cụ làm việc trên mặt đất còn được gọi là lưỡi dao, thường có lưỡi cắt có thể thay thế được.